# 4-Stunden-Rennen von Pescara 1961

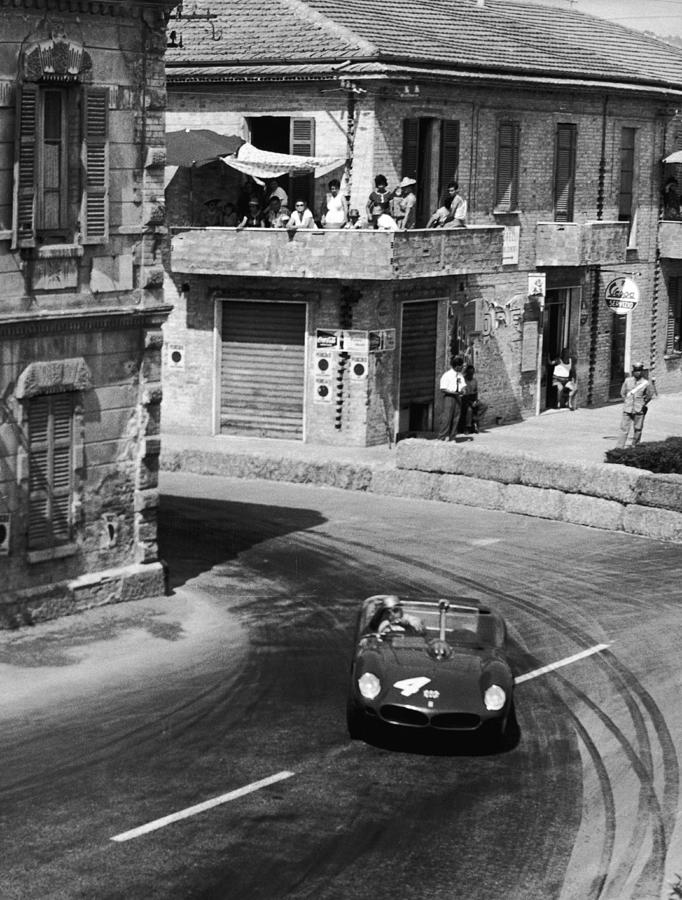
Ferrari 250TRI; Siegerwagen von Lorenzo Bandini (am Steuer) und Giorgio Scarlatti

Das 4-Stunden-Rennen von Pescara 1961, auch Grand Prix Pescara, 4 h Testa Rosa, fand am 15. August auf einem Straßenkurs in der Nähe der Stadt Pescara statt und war der fünfte Wertungslauf der Sportwagen-Weltmeisterschaft dieses Jahres.

## Das Rennen
1957 wurde auf einem Rundkurs rund um die Stadt Pescara ein Wertungslauf zur Formel-1-Weltmeisterschaft dieses Jahres ausgefahren – der Große Preis von Pescara. 1961 wurde der Große Preis für Sportwagen ausgeschrieben und hatte dieselbe Streckenführung wie das Monoposto-Rennen 1957.
Im Training war Richie Ginther im Werks-Ferrari Dino 246SP der Schnellste. Obwohl mit Porsche eine weitere Werksmannschaft am Start war und hubraumstarke Maserati von Privatteams eingesetzt wurden, endete das Rennen mit dem einzigen Sieg der Scuderia Centro Sud in der Sportwagen-Weltmeisterschaft. Lorenzo Bandini und Giorgio Scarlatti siegten auf einem Ferrari 250TRI. Das Duo war durch einen frühen Boxenstopp an die 37. Stelle zurückgefallen, triumphierte am Schluss aber noch mit einem Vorsprung von 12 Minuten auf die zweitplatzierten Porsche.

## Ergebnisse

### Schlussklassement
| 1               | S 3.0   | 4   | Scuderia Centro Sud        | Lorenzo Bandini Giorgio Scarlatti       | Ferrari 250TRI           | 23 |
| 2               | S 2.0   | 14  | Porsche                    | Karl Orthuber Edgar Barth               | Porsche 718 RS61         | 22 |
| 3               | S 2.0   | 32  | Mennato Boffa              | Mennato Boffa                           | Maserati Tipo 60         | 22 |
| 4               | GT +2.5 | 44  | North American Racing Team | George Arents Sterling Hamill           | Ferrari 250 GT SWB       | 22 |
| 5               | S 2.0   | 28  | Pescara                    | Colin Davis                             | Osca S1600               | 21 |
| 6               | GT +2.5 | 40  | Scuderia Sant Ambroeus     | Sergio Bettoja Sergio Pedretti          | Ferrari 250 GT SWB       | 21 |
| 7               | GT +2.5 | 38  | Scuderia Sant Ambroeus     | Alberico Cacciari Luigi Bertocco        | Ferrari 250 GT SWB       | 21 |
| 8               | S 1.0   | 56  | Scuderia Sant Ambroeus     | Umberto Bini                            | Osca S1000               | 20 |
| 9               | GT 1.3  | 114 | Scuderia Sant Ambroeus     | Albino Buticchi                         | Alfa Romeo Giulietta     | 20 |
| 10              | GT 1.3  | 92  | Campidoglio                | Gianni Bulgari Maurizio Grana           | Alfa Romeo Giulietta     | 20 |
| 11              | S 1.0   | 62  | Scuderia Serenissima       | Renato Pirocchi                         | Fiat-Abarth 850          | 20 |
| 12              | S 3.0   | 10  | Georges Gachnang           | Georges Gachnang Maurice Caillet        | Cegga-Ferrari 3000S      | 20 |
| 13              | S 2.0   | 30  | Pescara                    | Leandro Terra                           | Osca S1600               | 20 |
| 14              | GT 1.3  | 110 | Scuderia Sant Ambroeus     | Carlo Facetti                           | Alfa Romeo Giulietta     | 20 |
| 15              | S 1.0   | 76  | Scuderia Sant Ambroeus     | Lanzo Cussini Vittorio Venturi          | Fiat-Abarth 850          | 20 |
| 16              | GT 1.3  | 96  | Scuderia Sant Ambroeus     | Alessandro Zafferri                     | Alfa Romeo Giulietta     | 20 |
| 17              | GT 1.3  | 90  | Scuderia Sant Ambroeus     | Hans Bauer                              | Alfa Romeo Giulietta SZ  | 20 |
| 18              | GT 1.3  | 85  | Campidoglio                | Renzo Sinibaldi                         | Alfa Romeo Giulietta SZ  | 20 |
| 19              | GT 1.3  | 102 | Scuderia Sant Ambroeus     | Sergio Pedretti Rinaldo Parmigiani      | Alfa Romeo Giulietta     | 20 |
| 20              | S 1.0   | 64  | Clemente Biondetti         | Attilio Brandi Adolfo Tedeschi          | Osca S1000               | 20 |
| 21              | GT 1.3  | 112 | Pescara                    | Pietro Laureati Domenico Santoleri      | Alfa Romeo Giulietta     | 19 |
| 22              | GT 1.3  | 96  | Settecolli                 | Fernando Natella                        | Alfa Romeo Giulietta SV  | 19 |
| 23              | GT 1.15 | 118 | Jolly Club                 | Piero Frescobaldi Cesare Fiorio         | Lancia Appia Zagato      | 19 |
| 24              | GT 1.15 | 128 | Pescara                    | Corrado Ferlaino                        | Lancia Appia Zagato      | 19 |
| 25              | S 1.3   | 106 | Aldo Caretti               | Aldo Caretti                            | Alfa Romeo Giulietta SVZ | 19 |
| 26              | GT +2.5 | 34  | Luigi Pisano               | Luigi Pisano                            | Lancia Aurelia           | 17 |
| 27              | GT 1.3  | 84  | Aldo Lazio                 | Roberto Dari                            | Alfa Romeo Giulietta SVZ | 17 |
| 28              | S 1.0   | 150 | Etna                       | Gregorio Filippone                      | Osca MT4 1100            | 17 |
| Ausgefallen     |         |     |                            |                                         |                          |    |
| 29              | GT +2.5 | 48  | Carlo-Maria Abate          | Carlo-Maria Abate                       | Ferrari 250 GT SWB       | 22 |
| 30              | S 3.0   | 6   | Camoradi USA               | Lloyd Casner                            | Maserati Tipo 61         | 14 |
| 31              | GT 1.3  | 88  | Scuderia Sant Ambroeus     | Gianfranco Bonetto Giuseppe Dalla Torre | Alfa Romeo Giulietta SZ  | 13 |
| 32              | GT 1.15 | 116 | Alec Mylonadis             | Alec Mylonadis Silvano Stefani          | Fairthorpe Electron      | 12 |
| 33              | S 3.0   | 12  | Scuderia Ferrari           | Richie Ginther Giancarlo Baghetti       | Ferrari Dino 246SP       | 10 |
| 34              | S 3.0   | 2   | Scuderia Serenissima       | Nino Vaccarella                         | Maserati Tipo 63         | 8  |
| 35              | GT 1.3  | 98  | Sila                       | Michele Allegrini                       | Alfa Romeo Giulietta SV  | 7  |
| 36              | S 1.0   | 58  | Milano Racing Club         | Ada Pace Roberto Lippi                  | Lotus Eleven             | 6  |
| 37              | S 2.0   | 20  | Porsche                    | Tommy Spychiger                         | Porsche 718 RS61         | 3  |
| 38              | S 2.0   | 24  | Pescara                    | Ludovico Scarfiotti                     | Osca S2000               | 3  |
| 39              | GT +2.5 | 36  | Willy Mairesse             | Willy Mairesse Pierre Dumay             | Ferrari 250 GT           | 2  |
| 40              | S 2.0   | 100 | David Hobbs                | David Hobbs Bill Pickney                | Lotus Elite              | 1  |
| 41              | S 3.0   | 8   | Scuderia Serenissima       | Joakim Bonnier                          | Maserati Tipo 63         | 1  |
| 42              | S 2.0   | 16  | Clemente Biondetti         | Raffaello Rosati                        | Maserati Tipo 61         | 1  |
| 43              | GT 1.15 | 120 | Scuderia Sant Ambroeus     | Gabrio Del Torre                        | Fairthorpe Electron      | 1  |
| 44              | GT 1.15 | 124 | Luciano Braccini           | Luciano Braccini                        | Lancia Appia Zagato      | 1  |
| 45              | S 1.0   | 60  | Scuderia Sant Ambroeus     | Giorgio Cecchini                        | Bandini                  | 1  |
| 46              | S 1.0   | 72  | Settecolli                 | Sesto Leonardi Carlo Alberto Del Bue    | Osca S1000               | 1  |
| 47              | GT 1.3  | 108 | Aretusa                    | Manlio Santuccio                        | Alfa Romeo Giulietta SV  | 1  |
| Nicht gestartet |         |     |                            |                                         |                          |    |
| 48              | S 1.0   | 52  | Settecolli                 | Roberto Lippi                           | Stanguellini 750 Sport   | 1  |
| 49              | S 1.0   | 68  | Settecolli                 | Camillo Giuliani                        | Stanguellini 750 Sport   | 2  |
| 50              | S 1.0   | 74  | Ilario Bandini             | Ilario Bandini                          | Bandini                  | 3  |
| 51              | S 1.0   | 78  | Settecolli                 | Franco Bernabei                         | Giaur                    | 4  |
| 52              | GT 1.3  | 82  | Pescara                    | Checco D’Angelo                         | Alfa Romeo Giulietta     | 5  |
| 53              | GT 1.3  | 104 | Giuseppe Dalla Torre       | Giuseppe Dalla Torre                    | Alfa Romeo Giulietta SV  | 6  |

1 nicht gestartet
2 nicht gestartet
3 nicht gestartet
4 nicht gestartet
5 nicht gestartet
6 nicht gestartet

### Nur in der Meldeliste
Hier finden sich Teams, Fahrer und Fahrzeuge, die ursprünglich für das Rennen gemeldet waren, aber aus den unterschiedlichsten Gründen daran nicht teilnahmen.
| Pos. | Klasse   | Nr. | Team                   | Fahrer          | Chassis                 |
| ---- | -------- | --- | ---------------------- | --------------- | ----------------------- |
| 54   | 2.0      | 18  | Odoardo Govoni         | Odoardo Govoni  | Maserati Tipo 60        |
| 55   | 2.0      | 22  | Taylor & Crawley       | Douglas Graham  | Lotus 15                |
| 56   | 2.0      | 26  | Graham Whitehead       | Peter Heath     | Lotus 15                |
| 57   | GT + 2.5 | 42  | Scuderia Sant Ambroeus | Luciano Conti   | Ferrari 250 GT          |
| 58   | GT + 2.5 | 46  | Settecolli             | Luigi Bertocco  | Ferrari 250 GT          |
| 59   | S 1.0    | 54  | Pescara                | Ermete Bosco    | Giaur                   |
| 60   | S 1.0    | 66  | Alto Lazio             | Massimo Natili  | Giaur                   |
| 61   | S 1.0    | 70  | Milano Racing Club     | Enzo Osella     | Osca S1000              |
| 62   | GT 1.3   | 80  | Antonio Accardi        | Antonio Accardi | Alfa Romeo Giulietta SZ |
| 63   | GT 1.15  | 122 | Racing Club 19         | Gianni Lado     | Lancia Appia Zagato     |
| 64   | GT 1.3   | 126 | Silvano Stefani        | Silvano Stefani | Lancia Appia Zagato     |

### Klassensieger
| Klasse  | Fahrer            | Fahrer            | Fahrzeug             | Platzierung im Gesamtklassement |
| ------- | ----------------- | ----------------- | -------------------- | ------------------------------- |
| S 3.0   | Lorenzo Bandini   | Giorgio Scarlatti | Ferrari 250TRI       | Gesamtsieg                      |
| S 2.0   | Edgar Barth       | Karl Orthuber     | Porsche 718 RS61     | Rang 2                          |
| S 1.0   | Umberto Bini      |                   | Osca S1000           | Rang 8                          |
| GT +2.5 | George Arents     | Sterling Hamill   | Ferrari 250 GT SWB   | Rang 4                          |
| GT 1.3  | Albino Buticchi   |                   | Alfa Romeo Giulietta | Rang 9                          |
| GT 1.15 | Piero Frescobaldi | Cesare Fiorio     | Lancia Appia Zagato  | Rang 23                         |

### Renndaten
- Gemeldet: 64
- Gestartet: 47
- Gewertet: 28
- Rennklassen: 6
- Zuschauer: unbekannt
- Wetter am Renntag: warm und trocken
- Streckenlänge: 25,579 km
- Fahrzeit des Siegerteams: 4:00:00,000 Stunden
- Gesamtrunden des Siegerteams: 23
- Distanz des Siegerteams: 572,878 km
- Siegerschnitt: 143,220  km/h
- Pole Position: Giancarlo Baghetti – Ferrari Dino 246SP (#12) – 9:49,600 = 154,634 km/h
- Schnellste Rennrunde: Richie Ginther – Ferrari Dino 246SP (#12) – 9:55,500 = 154,634 km/h
- Rennserie: 5. Lauf zur Sportwagen-Weltmeisterschaft 1961
- Rennserie: 8. Lauf des FIA-GT-Cup 1961